# Frauen regier’n die Welt

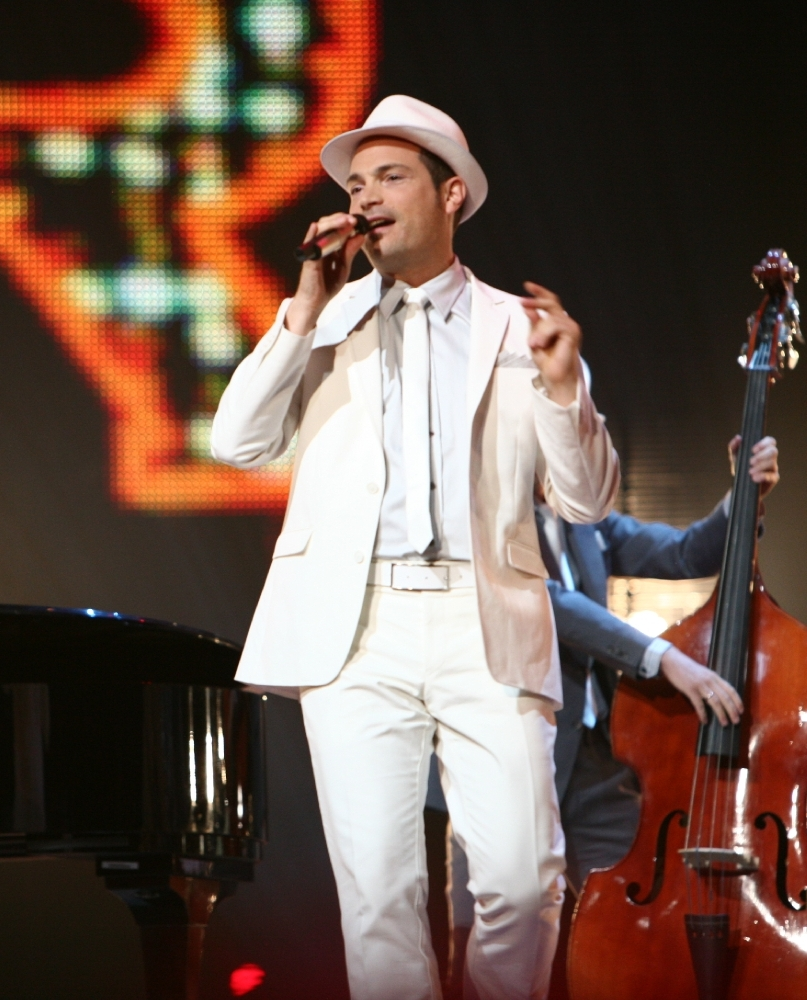
Roger Cicero in Helsinki

Frauen regier’n die Welt war der deutsche Beitrag zum Eurovision Song Contest 2007 und wurde von Roger Cicero gesungen. Die Komposition stammte von Matthias Haß in der Zusammenarbeit mit dem Texter Frank Ramond. Es war bis zum Beitrag des Jahres 2025 von Abor & Tynna („Baller“) der letzte deutsche Eurovisionsbeitrag in deutscher Sprache.
Bei der deutschen Vorausscheidung konnte sich Cicero vor der Girlgroup Monrose und Heinz-Rudolf Kunze durchsetzen. Cicero, mit der Startnummer 16 (nach Serebro für Russland mit Song Number One und vor Marija Šerifović aus Serbien mit Molitva), belegte mit 49 Punkten den 19. Platz.

## Song
Der Song entspricht einem Medium-Swing-Tempo mit 130 bpm und ist klassisch im Big-Band-Stil instrumentiert. Der Textinhalt erzählt überspitzt, dass Frauen die Welt regieren würden, dabei anders als Männer keine Parteien nutzen, so würden schon Blicke genügen, um Meinungen zu ihren Gunsten zu ändern.

## Veröffentlichungen
Das Lied erschien am 9. März 2007 als Single-CD. Neben dem Titellied waren Wenn sie dich fragt und Live-Versionen von Mein guter Stern auf allen Wegen und Schön, dass du da bist (alle vom 2006er-Album Männersachen) sowie eine Instrumental-Version des Titelliedes enthalten. Die Single erreichte in Deutschland Platz 7 der Singlecharts, in Österreich Platz 51 und in der Schweiz Platz 64 der Single-Charts. Das Lied war weiterhin auf dem 2007 erschienenen Re-Release des Albums Männersachen als Bonustrack sowie auf verschiedenen Kompilationen wie Best of 2007 (EMI) enthalten.

## Kritik
Die feministische Zeitschrift Emma kritisierte das antiquierte Frauenbild des Songs und ernannte Cicero zum Pascha des Monats.
Nach dem Song Contest urteilt Der Spiegel: Natürlich ist Cicero ein überragender Sänger; sein Stück lag, was Arrangement und Vortrag anging, weit über dem Durchschnitt. Aber Swing ist eigentlich eine popmusikalische Antiquität, für die man historisch empfänglich sein muss.

### Chartplatzierungen
| ChartsChartplatzierungen | Höchstplatzierung | Wochen |
| ------------------------ | ----------------- | ------ |
| Deutschland (GfK)        | 7 (13 Wo.)        | 13     |
| Österreich (Ö3)          | 51 (1 Wo.)        | 1      |
| Schweiz (IFPI)           | 64 (1 Wo.)        | 1      |